# Projektowanie partycypacyjne
Projektowanie partycypacyjne – projektowanie, które wykorzystuje w trakcie poszczególnych faz procesu projektowania wiedzę potencjalnych użytkowników. 
Projektowanie partycypacyjne jest szczególnie używane w projektowaniu środowiska pracy, zwłaszcza w sytuacji budowania habitatów izolowanych. W ergonomii pracy projektowanie tego rodzaju wymaga udziału pracowników. Twórcą teorii projektowania partycypacyjnego jest Henry Sanoff, wykładowca North Carolina State University, a także profesor wizytujący Polskiego Instytutu Architektury i Sztuki.

## Istota projektowania partycypacyjnego
Projektowanie partycypacyjne musi spełniać pewne wymogi oraz przebiegać pewnymi etapami. Musi ono zawierać takie czynności, jak:
- uważne obserwowanie stylu życiu klienta, w szczególności jego możliwości i ograniczeń, a także potrzeb i preferencji,
- zadawania pytań do odbiorcy projektu, jak odbiera poczynania projektanta; jego ocena musi być zawsze zgodna z tym, co zamierzył projektant,
- zestawianie opinii z opiniami klienta,
- spoglądanie ponad ustalone arbitralne reguły (np. prawne). Są one jedynie punktem wyjścia, minimum, które należy wdrożyć,
- uwzględnianie specyfiki klienta i projektu,
- „wchodzenie w buty” klienta, tak by została uszanowana jego niezależność[5].

Projektowanie dzieli się na fazy:
1. zbudowanie wiedzy na temat realizowanego projektu
2. dyskusja nad proponowanymi zmianami
3. ustalenie końcowej formy działań (poprawienie błędów, osiągnięcie zgody co do celów)
4. czuwanie nad realizacją projektu
5. ewaluacja i weryfikacja czy projekt zaspakaja potrzeby odbiorców. Jeśli nie to cykl zaczyna się od nowa.

Projektowanie tego typu powinno zawierać zależnie od sytuacji konsultacje z mieszkańcami, którzy żyją w obrębie terenu, na którym innowacje są implementowane. Projektowanie może mieć charakter sieciowy, czemu sprzyja obecny rozwój technik informatycznych.

## Zastosowanie
Projektowania partycypacyjnego używa się na całym świecie, a także w Polsce. Przykładem polskiego zastosowania strategii projektowania partycypacyjnego jest budowa systemu wodno-ściekowego w Dziewinie. W jej budowaniu uczestniczyli i współdecydowali o nim mieszkańcy wsi. Udało się pogodzić dążenia mieszkańców i projektantów. Projektowanie partycypacyjne stało się inspiracją dla dążeń w wielu dziedzinach, np. w polityce.

## Krytyka
Projektowanie partycypacyjne może być przyczyną konfliktów społecznych, mimo że sama jego idea dąży do ich rozładowania. Może się też wiązać z blokowaniem pomysłów przez określone grupy interesu.